# Borșna, Prîlukî
Borșna (în ucraineană Боршна) este un sat în comuna Valkî din raionul Prîlukî, regiunea Cernihiv, Ucraina.

## Demografie
Componența lingvistică a localității Borșna
     Ucraineană (97,96%)
     Rusă (1,72%)
     Alte limbi (0,16%)
Conform recensământului din 2001, majoritatea populației localității Borșna era vorbitoare de ucraineană (97,96%), existând în minoritate și vorbitori de rusă (1,72%).